# Eudamidas II
Eudamidas II (en grec ancien Εὐδαμίδας) est roi de Sparte à la fin du IIIe siècle av. J.-C.
Il est le fils d'Archidamos IV ; le nom de sa mère est inconnu. Il épouse sa tante Agesistrata, dont il a Agis IV et Archidamos V.  On ne sait rien de son règne. Il n'est pas mentionné dans la liste des Eurypontides fournie par Pausanias le Périégète, sans doute parce que celui-ci le confond avec son grand-père Eudamidas Ier. Il ne figure même pas dans les Apophtegmes des rois et des empereurs ou les Apophtegmes lacédémoniens de Plutarque, alors que ces recueils font figurer des rois aussi mineurs que Pleistarchos ou Cléomène II.
Il meurt probablement après 263 av. J.-C. Certains auteurs estiment qu'il règne 50 ans au total ; d'autres placent son accession au trône bien après 294 av. J.-C., ce qui revient à raccourcir son règne.